# Göteborg Challenger 1993
Il Göteborg Challenger 1993 è stato un torneo di tennis facente parte della categoria ATP Challenger Series nell'ambito dell'ATP Challenger Series 1993. Il torneo si è giocato a Göteborg in Svezia dal 18 al 23 ottobre 1993 su campi in cemento indoor.

## Vincitori

### Singolare
Jeremy Bates ha battuto in finale  Alex Rădulescu con il punteggio di 6–2, 6–3

### Doppio
Jeremy Bates /  Chris Wilkinson hanno battuto in finale  Andrew Foster /  Ross Matheson con il punteggio di 7–6, 6–3